# Shashikala Manandhar
Shashikala Manandhar (n. 1960 - ...) este o scriitoare nepaleză.